# Torsten Voss
Torsten Voss, född 23 maj 1963, är en östtysk/tysk före detta friidrottare (tiokampare) och bobåkare.

## Friidrott
Voss började sin karriär som tiokampare och blev tvåa på junior-VM 1981. Året efter satte han nytt världsrekord för juniorer med 8 387 poäng. Vid VM 1987 i Rom blev han världsmästare i tiokamp med 8 680 poäng (vilket också blev hans bästa poängresultat i tiokamp). Vid OS i Seoul 1988 blev Voss tvåa på 8 399 poäng efter landsmannen Christian Schenk (8 488 poäng).

## Bob
1994 valde Voss att byta sport till fyrmannabob där han tog tre VM-medaljer i Tysklands andrabob; 
- 1995 - brons
- 1996 - brons
- 1997 - silver

Den tyska förstaboben tog alla tre gångerna hem guldet. I OS i Nagano 1998 slutade andraboben (med Voss) på åttonde plats samtidigt som den tyska förstaboben åter vann guldet.